# Eduard Kaiser (Maler)

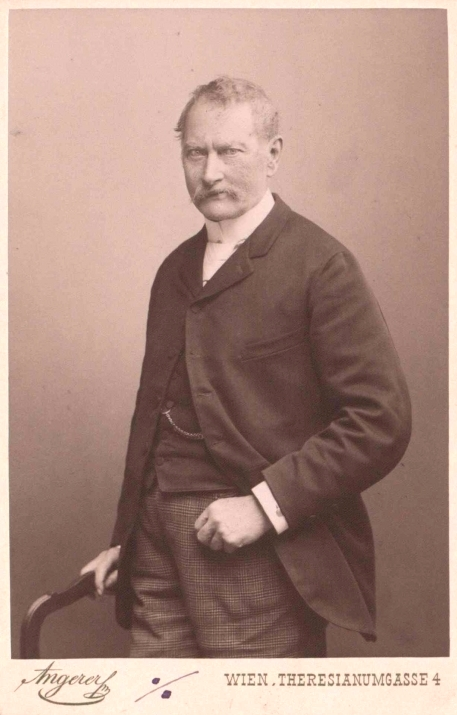
Eduard Kaiser, Fotografie von Ludwig Angerer

Eduard Kaiser (* 22. Februar 1820 in Graz; † 30. August 1895 in Wien) war ein österreichischer Maler und Lithograf.

## Leben
Eduard Kaiser war ein Sohn des Joseph Franz Kaiser, Inhaber einer lithografischen Anstalt in Graz. Er studierte an der Wiener Akademie bei Josef Danhauser. Schon bald war er für den damaligen Wiener Hauptmeister der Porträtlithografie Josef Kriehuber ein ernster Konkurrent.
Begeistert von den Freiheitsidealen der Revolution, trat er der Akademischen Legion bei. In dieser Zeit porträtierte er fast alle bedeutenden Persönlichkeiten der Märzrevolution (Josef Radetzky, Franz Schuselka, Hans Kudlich Adolf Fischhof, Carl Giskra). 1852/53 lebte er in Rom. Nach seiner Rückkehr entwickelte er eine sehr produktive Tätigkeit als Porträtlithograf (Kaiser Franz Joseph I., Kaiserin Elisabeth, Friedrich Hebbel, Robert Schumann und Clara Schumann).
1867–1886 lebte er wieder in Rom, wo er sich mit großem Erfolg der Aquarellreproduktion der klassischen Meisterwerke widmete. Diese Reproduktionen wurden in England als Farblithografien vertrieben. Nach seiner Rückkehr nach Wien widmete er sich wieder der Porträtmalerei, sowohl in Öl als auch Aquarell.
Sein Bruder Alexander Kaiser (1819–1872) war ebenfalls Maler und Lithograf.

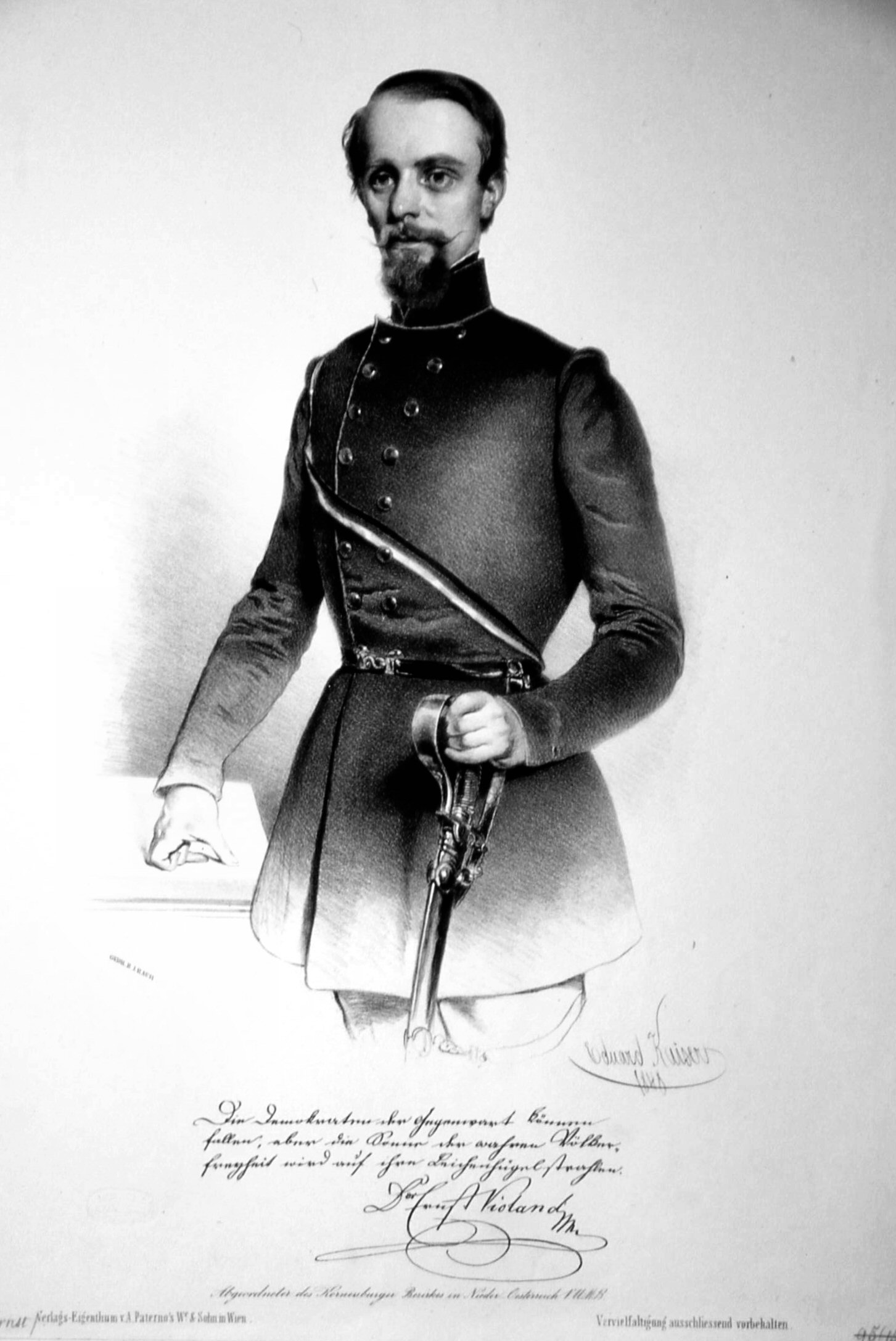
Ernst Franz Salvator von Violand, Lithographie von Eduard Kaiser, 1848
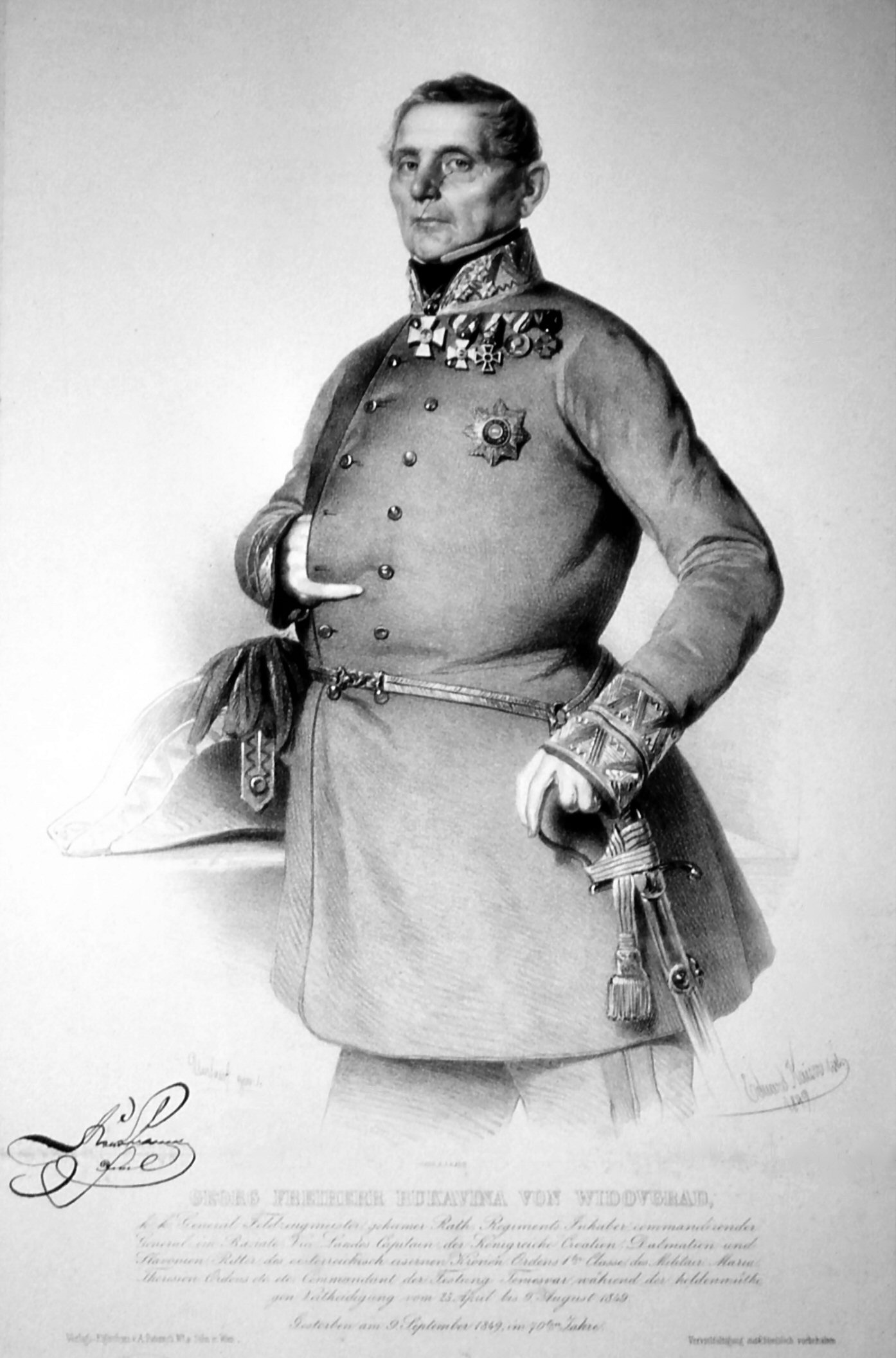
Georg Freiherr von Rukavina, Lithographie von Eduard Kaiser, 1849
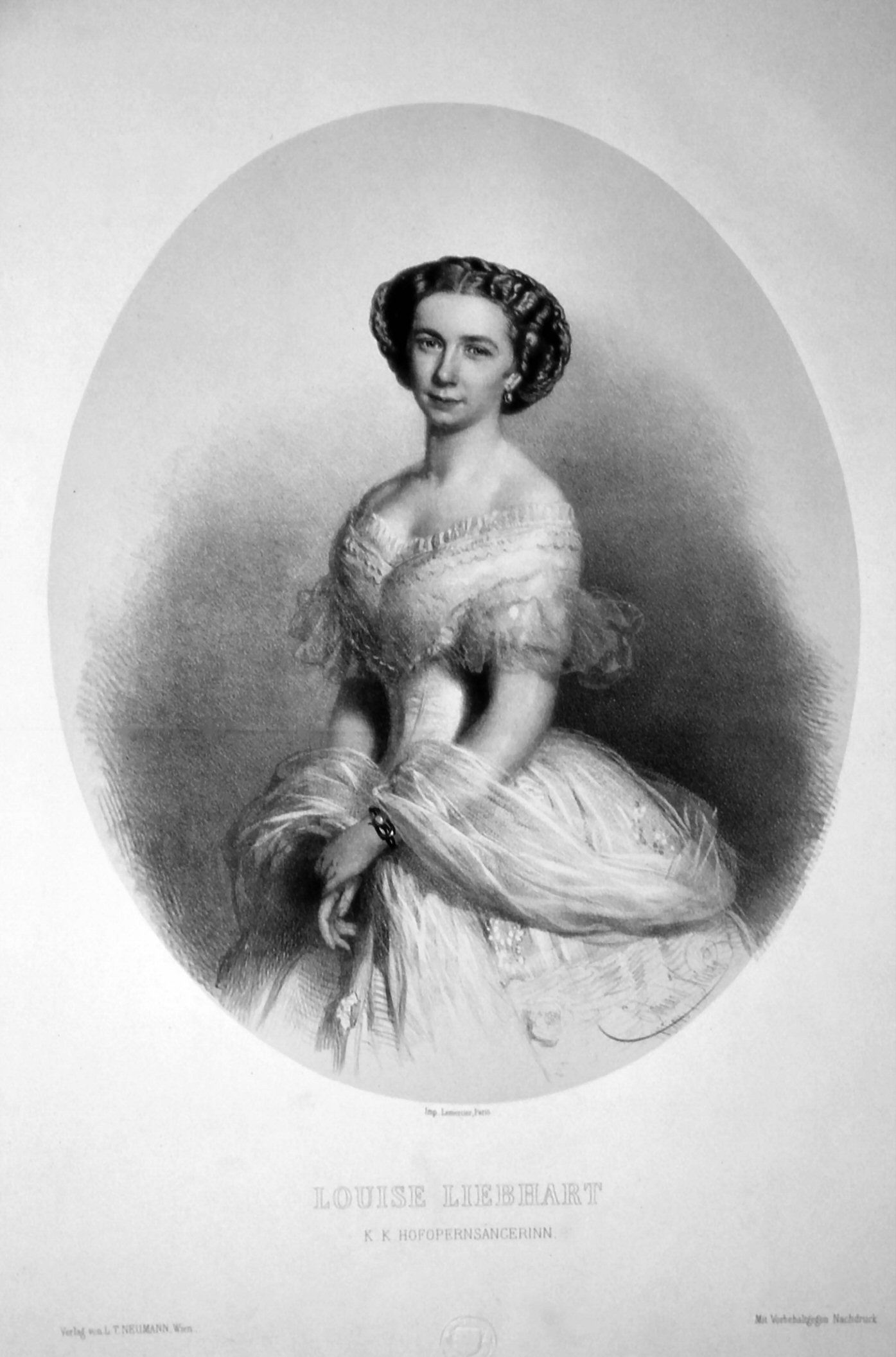
Louise Liebhart, Lithographie von Eduard Kaiser, 1859
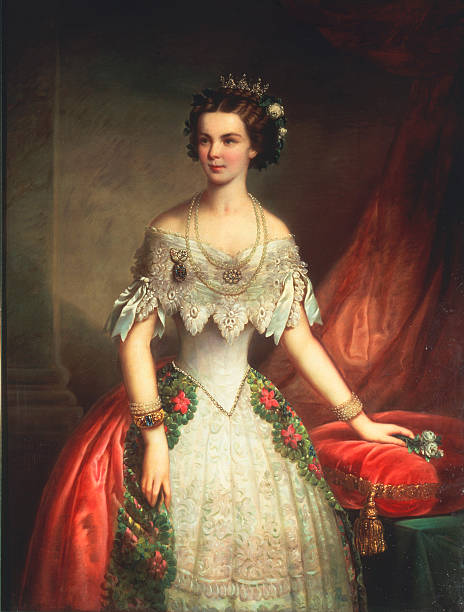
Elisabeth von Österreich-Ungarn, „Sissi“, gemalt von Eduard Kaiser, 1854